# Chor'dol Sar'dagijn nuruu

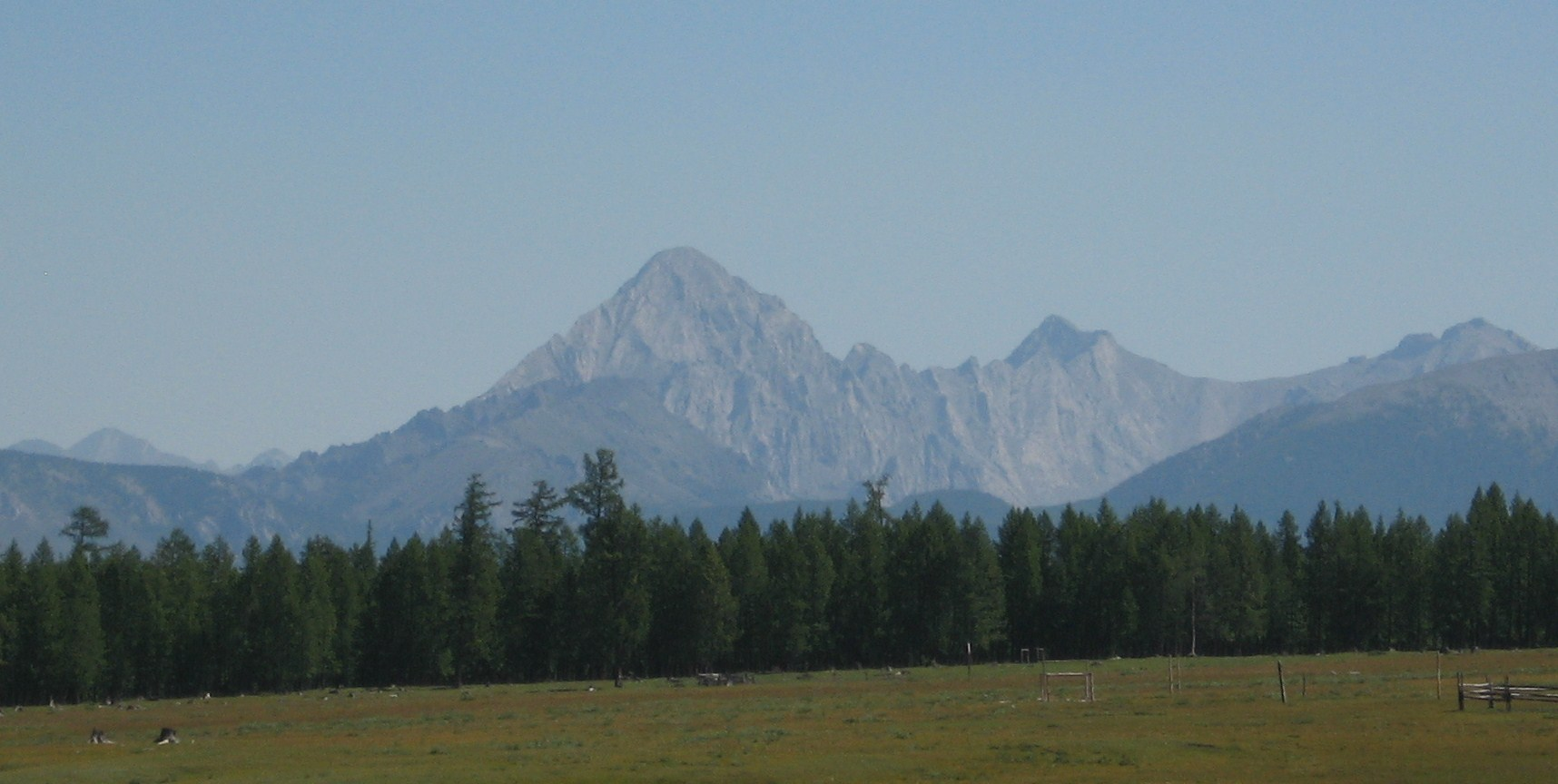
Szczyt Delgerchaan uul

Chor'dol Sar'dagijn nuruu (Chor'dol Sar'dag; mong.: Хорьдол Сарьдагийн нуруу) – pasmo górskie w północnej Mongolii. Ogranicza od wschodu i południowego wschodu Kotliną Darchadzką, oddzielając ją zarazem od jeziora Chubsuguł. Charakteryzuje się ostro zakończonymi szczytami, skalistymi występami i osypiskami. Najwyższy szczyt, Delgerchaan uul, osiąga wysokość 3093 m n.p.m. Od 1997 roku na terenie gór działa ścisły rezerwat przyrody, który obejmuje powierzchnię 225 574 ha.